# 제인 앤더슨
제인 앤더슨(Jane Anderson, 1954년 경 ~ )은 미국의 배우, 극작가, 영화 각본가, 감독이다.

## 작품 목록

### 영화
- 당신에게 일어날 수 있는 일 (1994) - 각본
- 아메리칸 퀼트 (1995) - 각본
- 프라이즈 위너 (2005) - 연출 및 각본
- 더 와이프 (2017) - 각본
- 위민 인 더 캐슬 (미정)